# Емва
Е́мва — город в Республике Коми Российской Федерации. Административный центр Княжпогостского района, образует городское поселение «Емва».
Распоряжением Правительства РФ от 29 июля 2014 года № 1398-р «Об утверждении перечня моногородов» включен в категорию «Монопрофильные муниципальные образования Российской Федерации (моногорода) с наиболее сложным социально-экономическим положением».

## Этимология
Название города происходит от реки Вымь, которое также имеет название Емва, в свою очередь финно-угорское Емва восходит к двум словам: хантыйскому еменге — «святой, священный» и коми ва — «вода, река».

## География
Город Емва является административным центром Княжпогостского района и расположен на левом берегу реки Вымь, в 122 км от Сыктывкара. Ближайшая железнодорожная станция — Княжпогост (Северная железная дорога) располагается в центре города. Свое название станция получила по названию села Княжпогост, располагающегося на противоположном берегу реки Вымь, напротив города.
Город состоит из «центра» и пригородов — микрорайонов Ачим, Новый, Северный, 20-го и 21-го микрорайонов, которые получили свои названия от нумерации лагерей ГУЛАГа. Княж-Погост достаточно часто упоминается в литературных произведениях «Архипелаг ГУЛАГ» А. И. Солженицына и «Жизнь — сапожок непарный» Т. В. Петкевич.
Город растянулся вдоль железной дороги на протяжении 10 километров. Вдоль ж/д полотна идёт автомобильная дорога, соединяющая между собой микрорайоны.
В центре города расположены Дом Культуры, музыкальная школа (в здании бывшего райкома КПСС), автобусная станция и железнодорожный вокзал. В городе есть 2 средние школы (№1 и №2) и одна неполная средняя Ачимская школа. Княжпогостский механический завод и завод Древесно-волокнистых плит, бывшие индустриальной основой до перехода к капиталистической модели хозяйствования, в настоящий момент закрыты и полуразрушены. Местное население работает в основном в торговле, такси, в охране исправительных учреждений, в бюджетной сфере.
Княжпогостский республиканский военный комиссариат занимается сбором призывников в Вооружённые Силы со всей территории Республики Коми.
Городской рынок представлен двумя торговыми площадями — зданием бывшего универмага, в котором сейчас располагаются торговые ряды и торговым рынком под открытым небом.

### Климат
В городе Емва холодно-умеренный климат. По классификации климатов Кёппена — субарктический климат (индекс Dfc) с прохладным летом и равномерным увлажнением в течение года. По классификации Алисова — внутриконтинентальный умеренный климат. В течение года выпадает значительное количество осадков, даже в самые засушливые месяцы. Зимы холодные и продолжительные, лето короткое.
| Показатель                    | Янв.  | Фев.  | Март  | Апр. | Май  | Июнь | Июль | Авг. | Сен. | Окт. | Нояб. | Дек.  | Год |
| ----------------------------- | ----- | ----- | ----- | ---- | ---- | ---- | ---- | ---- | ---- | ---- | ----- | ----- | --- |
| Средний суточный максимум, °C | −12,7 | −10,2 | −2    | 5,7  | 12,9 | 19,7 | 22,5 | 18,8 | 11,5 | 2,8  | −4,3  | −9,3  | 4,6 |
| Средняя температура, °C       | −16,9 | −14,4 | −6,9  | 0,6  | 7,4  | 13,9 | 17,0 | 13,9 | 7,8  | 0,3  | −7,2  | −12,8 | 0,2 |
| Средний суточный минимум, °C  | −21   | −18,6 | −11,7 | −4,4 | 2,0  | 8,2  | 11,6 | 9,0  | 4,2  | −2,1 | −10,1 | −16,3 | −4  |
| Норма осадков, мм             | 35    | 27    | 27    | 34   | 44   | 62   | 70   | 66   | 57   | 61   | 50    | 42    | 575 |
| Источник: Климат Емвы         |       |       |       |      |      |      |      |      |      |      |       |       |     |

## История
Город Емва является самым молодым городом Республики Коми. Был сначала известен как Княж-Погост. С 1941 года — посёлок городского типа Железнодорожный. Посёлок был преобразован в город Емва в 1985 году.
С 2023 года ВРИО руководителя администрации является Лебедева Анна Александровна.

## Население
| 1959    | 1970    | 1979    | 1989    | 1996    | 1998    | 2000    | 2001    |
| ------- | ------- | ------- | ------- | ------- | ------- | ------- | ------- |
| 13 706  | ↘13 529 | ↗15 936 | ↗18 782 | ↘17 900 | ↘17 200 | ↘16 600 | ↘16 400 |
| 2002    | 2005    | 2006    | 2007    | 2008    | 2009    | 2010    | 2011    |
| ↗16 739 | ↘15 800 | ↘15 300 | ↘15 100 | ↘14 800 | ↘14 546 | ↗14 570 | ↗14 600 |
| 2012    | 2013    | 2014    | 2015    | 2016    | 2017    | 2018    | 2019    |
| ↘14 133 | ↘13 855 | ↘13 625 | ↘13 405 | ↘13 180 | ↘12 906 | ↘12 630 | ↘12 452 |
| 2020    | 2021    | 2024    |         |         |         |         |         |
| ↘12 379 | ↘10 994 | ↘10 620 |         |         |         |         |         |

На 1 января 2025 года по численности населения город находился на 893-м месте из 1124 городов Российской Федерации.

## Экономика
- ООО «Завод ДВП»
- ОАО «Боксит Тимана»
- ООО «АВТОДОР»
- АО «Транснефть-Север»

## Достопримечательности
- Скульптурный памятник «Никто не забыт»
- Бюст герою Советского Союза Н. Ф. Гущину
- Скульптура «Присяга»

## Транспорт
Автобусное сообщение
В Емве действует городской автобусный маршрут №41 Усть-Зада — Аэропорт. Пригородное сообщение представлено маршрутами №№ 143 Емва — Дачи (сезонный, с мая по сентябрь), 144 Емва — Тракт (отдельные рейсы с заездом в Ракпас), 145 Емва — Серегово, 151 Емва — Ветью (сезонный, с мая по сентябрь), 172 Емва — Вожаель, 506 Вуктыл — Сыктывкар, 549 Емва — Мещура, 567 Сыктывкар — Уфа, 571 Емва — Синдор (отдельные рейсы с заездом в Тракт), 994 Ухта — Уфа, Сыктывкар — Усть-Цильма. Маршруты обслуживаются автобусами малого класса. Перевозчик — ИП Борзов С.Г..
Железнодорожное сообщение
Железнодорожная станция «Княжпогост» соединяет город с Сыктывкаром, Ухтой, Великим Устюгом.
Воздушное сообщение
Аэродром Емва не действует для пассажирских рейсов.
Водное сообщение
Паромная переправа Емва — Княжпогост.